# Outonín
Outonín és una pedania de la parròquia de San Cristovo de Lóuzara, al municipi de Samos (Lugo). L'any 2024 compta amb tres cases habitades. Hi ha dos nuclis separats per cent metres, Outonín de Abaixo i Outonín de Arriba.

## Ubicació
Outonín de Abaixo es troba a 870 m d'altitud i Outonín de Arriba a 900 m. A 1 km de l'església parroquial de San Cristovo de Lóuzara i de la mateixa aldea de San Cristovo. Al voltant té les aldees del seu propi municipi com són: Airapadron, Campos, Castrelo, Chaos, Chelo, Frexulfe, Lampazas, Quintá i San Cristovo. Situat aproximadament a 13 km de Samos, 25 km de Sarria i 57 km de Lugo.

## Geografia
Outonin està situat a El Val do Lóuzara, un paisatge natural de gran bellesa. És confrontant amb la coneguda Val O Courel i A Serra do Oribio. Es pot considerar un dels paisatges més salvatges de Galícia.

## Vegetació
En aquesta vall trobarem una gran quantitat de boscos amb castanyers, roures centenaris, bedolls, grèvols, faigs, avellaners, saücs i pins. Aquests boscos es fonen amb la vegetació d'alta muntanya formada de gran varietat de brucs, piornes, gatoses i ginestes entre d'altres.

## Economia
És una aldea dedicada majoritàriament a la ramaderia, els sistemes de producció principals són d'ovina i bovina. L'herència cultural, el clima humit i el terreny muntanyós fa que els productes siguin més sostenibles i de gran qualitat.
Aquesta zona va patir molta despoblació rural sobre els anys 60, cap a entorns urbans. Aquest èxode va comportar la pèrdua d'una part significativa de la població rural.

## Punts d'interès
Els punts d'interès més destacats són:
- Airapadrón
- Samos
- Parròquia de San Cristovo de Lóuzara
- Ruta literària de Fiz Vergara[5]
- Cascada de Santalla
- Monestir de Samos
- Embassament Vilasouto
- Mesa dos Catro Cabaleiros